# Xã Holland, Quận Shelby, Illinois
Xã Holland (tiếng Anh: Holland Township) là một xã thuộc quận Shelby, tiểu bang Illinois, Hoa Kỳ. Năm 2010, dân số của xã này là 420 người.